# Вільям Мастерс
Вільям Хауелл Мастерс (англ. William Howell Masters, 27 грудня 1915 — 16 лютого 2001) — американський гінеколог і сексолог, найбільш відомий як дослідник циклу сексуальних реакцій людини і старший у дуеті науковців Мастерс — Джонсон.

## Біографія
Народився в Клівленді, Огайо, відвідував школу і закінчив коледж. Навчання в медичній школі при університеті Рочестера дозволило Вільяму отримати диплом лікаря. Він був членом студентського братства Альфа Дельта Фі і після медичної школи викладав в університеті Вашингтона в Сент-Луїсі.
Вірджинію Джонсон він зустрів у 1957 році, коли найняв її асистентом. У 1971—1992 роках дослідники були в шлюбі. У 1994 році Вільям вийшов на пенсію, у 2001 році помер у Тусоні, штат Аризона.

## Наукова діяльність та публікації
Мастерс у парі з Джонсон опублікував безліч робіт, деякі з яких стали бестселерами, оскільки зачіпали тему сексу, яка раніше була табуйована. Дослідження вченими циклу сексуальних реакцій людини, збудження і оргазму, сексуальних розладів і дисфункцій зробили їх популярними авторами.

## У культурі
У телесеріалі «Майстри сексу» про науковий дует Мастерса і Джонсон, Вільяма зіграв актор Майкл Шин.